# Acanthomunna bettongia
Acanthomunna bettongia är en kräftdjursart som beskrevs av Cohen 1998. Acanthomunna bettongia ingår i släktet Acanthomunna och familjen Dendrotionidae. Inga underarter finns listade i Catalogue of Life.